# Nisueta kolosvaryi
Nisueta kolosvaryi là một loài nhện trong họ Sparassidae.
Loài này thuộc chi Nisueta. Nisueta kolosvaryi được Lodovico di Caporiacco miêu tả năm 1947.